# グランドカルタルホテル火災
グランドカルタルホテル火災は、2025年1月21日未明にトルコ北西部ボル県カルタルカヤのスキー場に隣接するホテルで発生した火災である。
現場は木造12階建てのグランドカルタルホテルで、この日234人が宿泊していた。学校の冬休み期間中にあたり、家族連れなどで満室に近く、宿泊客のほとんどは就寝中であったとみられる。午前3時27分頃4階レストランから出火、上階に延焼したとみられ、12時間後に鎮火した。